# Eskallonia-familien
Eskallonia-familien (Escalloniaceae) er en lille familie med 7 slægter og ca. 150 arter, som er udbredt i bjergegne fra Mellem- og Sydamerika over det sydvestlige og sydøstlige Australien til New Zealand og Réunion. Det er en meget uensartet gruppe, der rummer både énårige urter og større træer. Deres fællestræk er, at de er buske eller træer, der indeholder iridoider og flavonoler. Planterne er aluminiumsamlende. Bladene er hele og indrullede med brede kirtelhår langs kanten. Blomsterne er samlet i klaser á 5-9. Kun få af familiens arter kan vokse i Danmark.
| Slægter |

- Anopterus
- Eremosyne
- Eskallonia (Escallonia)
- Forgesia
- Polyosma
- Tribeles
- Valdivia